# Communauté urbaine Marseille Provence Métropole
Cet article concerne l'ancienne communauté urbaine. Pour le territoire de la métropole d'Aix-Marseille-Provence, voir Marseille-Provence.
Marseille Provence Métropole est une ancienne communauté urbaine française regroupant 18 communes de l'agglomération de Marseille situées dans le département des Bouches-du-Rhône. Avec 1 045 823 habitants, il s'agit à sa disparition du troisième plus important établissement public de coopération intercommunale en France.
Elle est créée par arrêté préfectoral le 7 juillet 2000 et disparaît le 31 décembre 2015 en fusionnant au sein de la métropole d'Aix-Marseille-Provence. Les 18 communes de l'ancienne communauté urbaine forment aujourd'hui le territoire de Marseille-Provence au sein de la métropole.

## Histoire
L'idée d'améliorer l'organisation des services locaux en fusionnant ou faisant coopérer les institutions existantes découle de la modification des conditions de mobilité et de l'extension des périmètres des bassins de vie des habitants à un territoire plus important que celui de la seule ville2.
Toutefois, en 1966, Gaston Defferre refuse la création d'une communauté urbaine autour de Marseille en raison du risque de voir les communes communistes ou de droite de la périphérie de la ville y devenir majoritaires. Il faut alors attendre 1992 pour que soit créée une communauté de communes regroupant trois communes : Marseille, Marignane et Saint-Victoret. Dans le contexte de la promulgation de la loi de 1999 relative au renforcement et à la simplification de la coopération intercommunale, dite « loi Chevènement », Jean-Claude Gaudin se résout à créer la communauté urbaine Marseille Provence Métropole en 2000, avec 18 communes contiguës. Mais la plupart des communes de la périphérie, dont Aix-en-Provence et Aubagne, refusent d'y être associées et créent leurs propres structures intercommunales3. Et certains maires de communes  membres iront même jusqu'à dire qu'ils ont été  « forcés à entrer dans la communauté urbaine de Marseille en 2000 ».
La courte vie de la communauté urbaine (quinze années en tout) aura été émaillée de différents conflits, avec son personnel, mais parfois aussi avec les sociétés privées délégataires de service public. On note ainsi plusieurs grèves de ramassage d'ordures, la situation sanitaire apparaissant parfois  tellement grave que le Préfet ordonne la réquisition du personnel, comme en  2010. 
En termes d'image, son nom se retrouve indirectement mêlé à l'affaire Guérini, des perquisitions ayant même lieu dans ses locaux en 2009.

## Territoire

### Communes membres
Marseille Provence Métropole regroupait 18 communes, représentant 1 039 739 habitants :
| Nom                       | Code Insee | Gentilé          | Superficie (km2) | Population (dernière pop. légale) | Densité (hab./km2) |
| ------------------------- | ---------- | ---------------- | ---------------- | --------------------------------- | ------------------ |
| Marseille (siège)         | 13055      | Marseillais      | 240,62           | 862 211 (2016)                    | 3 583              |
| Allauch                   | 13002      | Allaudiens       | 50,30            | 21 228 (2016)                     | 422                |
| Carnoux-en-Provence       | 13119      | Carnussiens      | 3,45             | 6 684 (2014)                      | 1 937              |
| Carry-le-Rouet            | 13021      | Carryens         | 10,10            | 5 908 (2014)                      | 585                |
| Cassis                    | 13022      | Cassidains       | 26,87            | 7 333 (2014)                      | 273                |
| Ceyreste                  | 13023      | Ceyrestens       | 22,61            | 4 385 (2014)                      | 194                |
| Châteauneuf-les-Martigues | 13026      | Châteauneuvais   | 31,65            | 16 349 (2016)                     | 517                |
| Ensuès-la-Redonne         | 13033      | Ensuennens       | 25,83            | 5 451 (2014)                      | 211                |
| Gémenos                   | 13042      | Gémenosiens      | 32,75            | 6 179 (2014)                      | 189                |
| Gignac-la-Nerthe          | 13043      | Gignacais        | 8,64             | 9 129 (2014)                      | 1 057              |
| La Ciotat                 | 13028      | Ciotadens        | 31,46            | 35 366 (2016)                     | 1 124              |
| Le Rove                   | 13088      | Rovenains        | 22,97            | 4 607 (2014)                      | 201                |
| Marignane                 | 13054      | Marignanais      | 23,16            | 33 658 (2016)                     | 1 453              |
| Plan-de-Cuques            | 13075      | Plandecuquois    | 8,52             | 10 363 (2016)                     | 1 216              |
| Roquefort-la-Bédoule      | 13085      | Bédoulens        | 31,15            | 5 423 (2014)                      | 174                |
| Saint-Victoret            | 13102      | Saint-Victoriens | 4,73             | 6 534 (2014)                      | 1 381              |
| Sausset-les-Pins          | 13104      | Saussetois       | 12,10            | 7 639 (2014)                      | 631                |
| Septèmes-les-Vallons      | 13106      | Septemois        | 17,84            | 10 848 (2016)                     | 608                |

### Démographie
| 1968    | 1975      | 1982      | 1990    | 1999    | 2007      | 2009      | 2012      |
| ------- | --------- | --------- | ------- | ------- | --------- | --------- | --------- |
| 987 893 | 1 039 112 | 1 024 953 | 969 323 | 980 791 | 1 038 521 | 1 049 461 | 1 045 823 |

## Administration

### Présidence
Le président de la communauté urbaine est élu par le conseil communautaire. Trois présidents se succèdent pendant la vie de la communauté urbaine. L'élection d'Eugène Caselli en 2008 constitue une surprise : socialiste, il est élu avec 79 voix contre 77 face au candidat de l'UMP Renaud Muselier alors que la gauche est minoritaire au conseil.
| Mandat    | Président | Président          | Parti    | Commune   |
| --------- | --------- | ------------------ | -------- | --------- |
| 2000-2001 |           | Jean-Claude Gaudin | DL       | Marseille |
| 2001-2008 |           | Jean-Claude Gaudin | DL / UMP | Marseille |
| 2008-2014 |           | Eugène Caselli     | PS       | Marseille |
| 2014-2015 |           | Guy Teissier       | UMP      | Marseille |

### Conseil communautaire

Composition du conseil communautaire issu des élections de 2014 :
Gauche (32)
Droite (90)
Front national (16)

À sa création, le conseil de la communauté urbaine compte 157 délégués. À compter des élections municipales et communautaires de 2014, le conseil communautaire compte 138 membres.
| Groupe                                   | Parti | Parti          | Conseillers |
| ---------------------------------------- | ----- | -------------- | ----------- |
| Pour un territoire solidaire             |       | FG-DVG         | 8           |
| Agir pour l'espace métropolitain de MPM  |       | PS             | 21          |
| Ensemble pour l'avenir                   |       | DVD            | 17          |
| Ensemble pour l'intérêt des communes     |       | DVD-UDI        | 21          |
| Union pour un avenir métropolitain       |       | UMP-UDI        | 51          |
| Front national Rassemblement bleu marine |       | FN             | 16          |
| Sans étiquette                           |       | La Force du 13 | 2           |
| Non-inscrits                             |       | EÉLV           | 2           |

| Commune                   | Maire                  | Parti | Parti          | Conseillers |
| ------------------------- | ---------------------- | ----- | -------------- | ----------- |
| Allauch                   | Roland Povinelli       |       | PS             | 7           |
| Carnoux-en-Provence       | Jean-Pierre Giorgi     |       | DVD            | 2           |
| Carry-le-Rouet            | Jean Montagnac         |       | UMP            | 2           |
| Cassis                    | Danielle Vivanti-Milon |       | UMP            | 3           |
| Ceyreste                  | Patrick Ghigonetto     |       | SE             | 1           |
| Châteauneuf-les-Martigues | Roland Mouren          |       | DVD            | 3           |
| Ensuès-la-Redonne         | Michel Illac           |       | DVG            | 2           |
| Gémenos                   | Roland Giberti         |       | DVD            | 2           |
| Gignac-la-Nerthe          | Christian Amiraty      |       | DVG            | 3           |
| La Ciotat                 | Patrick Boré           |       | UMP            | 13          |
| Le Rove                   | Georges Rosso          |       | PCF            | 1           |
| Marignane                 | Éric Le Dissès         |       | DVD            | 14          |
| Marseille (Ier secteur)   | Sabine Bernasconi      |       | UMP            | 6           |
| Marseille (IIe secteur)   | Lisette Narducci       |       | La Force du 13 | 5           |
| Marseille (IIIe secteur)  | Bruno Gilles           |       | UMP            | 8           |
| Marseille (IVe secteur)   | Yves Moraine           |       | UMP            | 10          |
| Marseille (Ve secteur)    | Lionel Royer-Perreaut  |       | UMP            | 10          |
| Marseille (VIe secteur)   | Valérie Boyer          |       | UMP            | 10          |
| Marseille (VIIe secteur)  | Stéphane Ravier        |       | FN             | 12          |
| Marseille (VIIIe secteur) | Samia Ghali            |       | PS             | 8           |
| Plan-de-Cuques            | Jean-Pierre Bertrand   |       | DVD            | 4           |
| Roquefort-la-Bédoule      | Jérôme Orgeas          |       | UMP            | 2           |
| Saint-Victoret            | Claude Piccirillo      |       | DVD            | 2           |
| Sausset-les-Pins          | Éric Diard             |       | UMP            | 3           |
| Septèmes-les-Vallons      | André Molino           |       | PCF            | 4           |

### Compétences
- Développement et aménagement économique, social et culturel de l'espace communautaire
  - Création, aménagement, entretien et gestion des zones d'activité industrielle, commerciale, tertiaire, artisanale, touristique, portuaire ou aéroportuaire
  - Actions de développement économique
  - Construction ou aménagement, entretien gestion et animation d'équipements, ou de réseaux d'équipements (culture, sport ...) lorsqu'ils sont d'intérêt communautaires

- Aménagement de l'espace communautaire
  - Schémas directeur et de secteur, POS et document assimilé, création et réalisation de ZAC d'intérêt communautaire et, après avis des conseillers municipaux, constitution de réserves foncières d'intérêt communautaire
  - Organisation des transports urbains, création ou aménagement et entretien de voirie, signalisation, parcs de stationnement
  - Prise en considération d'un programme d'aménagement d'ensemble et secteurs d'aménagement du code de l'urbanisme

- Équilibre social de l'habitat sur le territoire communautaire
  - Programme local de l'habitat
  - Politique du logement d'intérêt communautaire, politique du logement social d'intérêt communautaire, actions en faveur du logement des personnes défavorisées par des opérations d'd'intérêt communautaire
  - Opérations programmées d'amélioration de l'habitat et actions de réhabilitation et de résorption de l'habitat insalubre lorsqu'elles sont d'intérêt communautaire

- Politique de la Ville dans la Communauté
  - Dispositifs contractuels (développement urbain, local et insertion économique et sociale)
  - Dispositifs locaux de prévention de la délinquance

- Gestion des services d'intérêt collectif
  - Assainissement et eau
  - Cimetières (création, extension), crématoriums
  - Abattoirs, abattoirs-marchés et marchés d'intérêt national
  - Services d'incendie et de secours dans les conditions fixées par la loi

- Protection et mise en valeur de l'environnement et politique du cadre de vie
  - Elimination et valorisation des déchets des ménages et assimilés
  - Lutte contre la pollution de l'air
  - Lutte contre les nuisances sonores

### Finances
Le budget de la communauté urbaine a évolué comme suit :
- 2004 : 1 204 millions d'euros
- 2005 : 1 283 millions d'euros
- 2006 : 1 376 millions d'euros
- 2007 : 1 391 millions d'euros
- 2010 : 1 392 millions d'euros
- 2011 : 1 690 millions d'euros
- 2012 : à déterminer
- 2013 : 1 959 millions d'euros
- 2014 : sera adopté en avril 2014

L'encours de la dette de la communauté urbaine a ainsi évolué :
- 2000 : 0 euros
- 2002 : 300 millions d'euros
- 2003 : 313 millions d'euros
- 2004 : 488 millions d'euros
- 2005 : 827 millions d'euros
- 2006 : 1 100 millions d'euros
- 2007 : 1 262 millions d'euros
- 2008 : 1 384 millions d'euros
- 2009 : 1 446 millions d'euros
- 2010 : 1 467 millions d'euros